# 序听迷诗所经
《序听迷诗所经》，著於公元641年（貞觀十五年）或更早，有学者认为其被撰寫于公元635年至公元638年之间，其講述了基督教教內的聶斯脫留派（後演變為大秦景教）的思想。

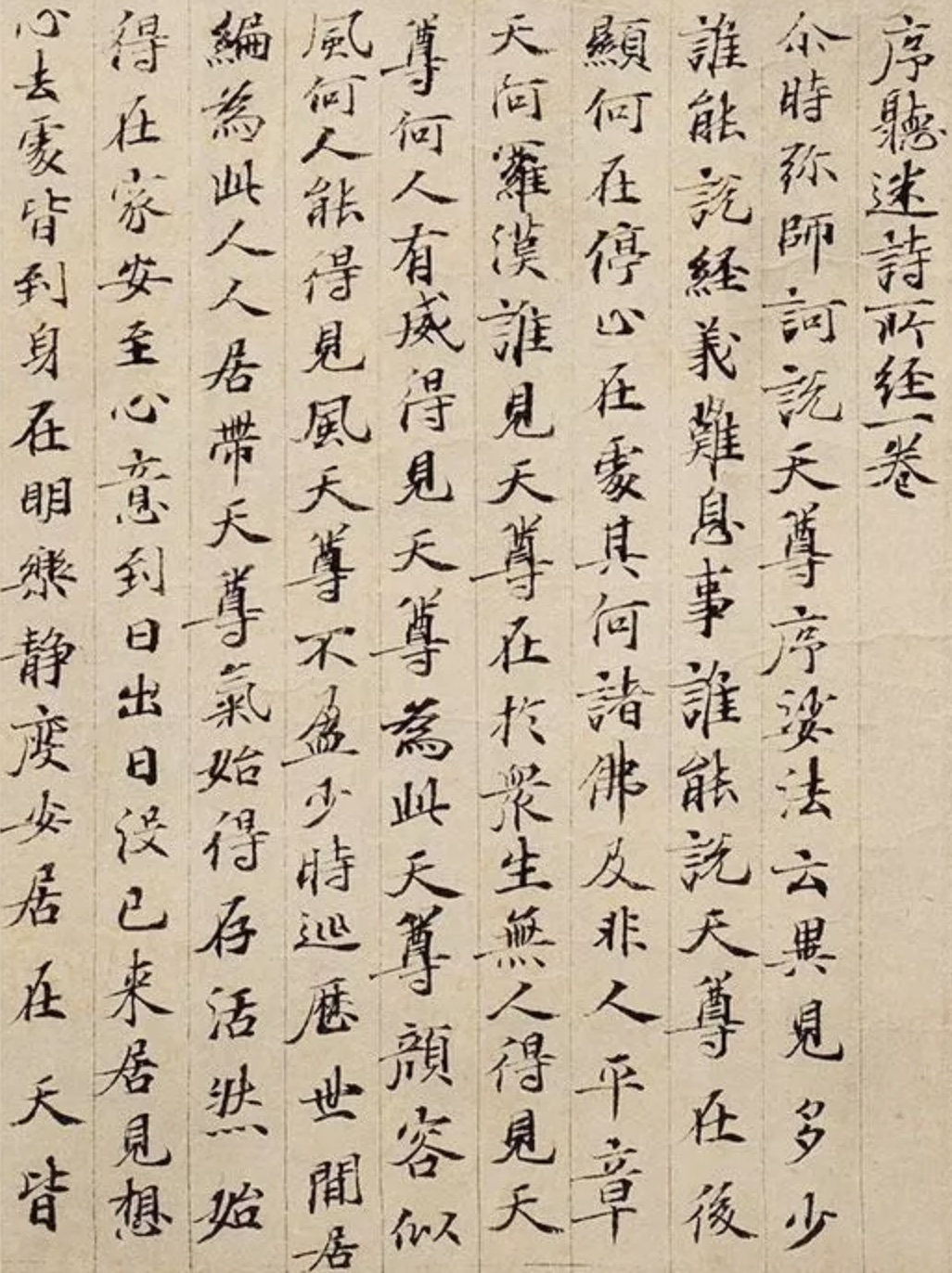
《序聽迷詩所經》開篇部份

該教典所用的紙張為厚黃紙，並且有捲軸，內容計有2830字，共170行（但遺漏了數行）。該教典被发现于敦煌石室，現存於日本。

## 內容結構
宗教史學家林悟殊聲稱該教典的卷面漂亮、首尾完整、內容混亂，不似是被偽造出來的內容，可能是抄本，與《一神論》的作者應為同一人，內容為：   
- 一、大秦景教的教義。
- 二、景尊降生以拯救世人一事。

該教典的內容的特點包括文法怪異和譯音奇特。
該教典使用了其他宗教的一些用語，如天尊一詞，也用了移鼠一詞來指稱耶穌基督。

## 學術研究
有宗教史學研究人聲稱雖然《序听迷诗所经》的作者使用了「诸佛」、「佛」、「恶业恶报」、「受戒」及「阿羅漢」等佛教所使用的詞語，但是他們其實只是憑藉自己對佛教的粗淺認識，通過這些詞語來解釋大秦景教教義，例如「佛」被用來指稱匠帝，又例如 「诸佛」可能被用來指稱诸灵或天使，並非因受到佛教教義所影響一事而使用這些詞語，故此其聲稱當時佛教教義尚未滲入大秦景教教內。另一方面，有宗教史學家聲稱「諸佛」可能被用來指諸神或天使，當中諸神一詞是《舊約聖經》提及過的，有神學家聲稱作者使用「佛」來指稱《新約聖經》所描述的天主此舉並不恰當，原因是佛陀一詞的意思是覺者 而非神明，將其譯為「天尊」或「佛」此舉容易使大秦景教教義被與道教教義及儒教教義混淆在一起。
有宗教哲學家聲稱從《序听迷诗所经》的內容的風格來看，它可能不是傳統上所認為的因有人翻譯別的教典的內容一事而被寫成的，其聲稱《序經》的內容可能出自因一些人記錄了大秦景教宣教師以口頭方式宣教時所説的話一事而被寫成的講道文，這些內容可能不是被記錄在講稿上的，而是被即場記錄下來的，故顯得頗為雜亂無章，此外，其聲稱《序经》的內容包含了尊君思想，這可能反映了波斯經教神職人員在該宗教最初傳入中華時為取悅君王以得到立足之地一事而作出的努力。

## 延伸閱讀
- 項秉光. 景教敦煌早期寫卷文本字句釋義. 基督教文化學刊. 2019, 42: 254-273.

## 外部連結
- CBETA電子佛典集成 T54n2142 《序聽迷詩所經》
- 漢文大藏經 No. 2142 《序聽迷詩所經》
- 耶穌台灣論壇 《序聽迷詩所經》